# Elleschara
Elleschara is een mosdiertjesgeslacht uit de familie van de Romancheinidae en de orde Cheilostomatida. De wetenschappelijke naam ervan is in 1984 voor het eerst geldig gepubliceerd door Gordon.

## Soort
- Elleschara bensoni (Brown, 1954)
- Elleschara major (Hincks, 1884)
- Elleschara orbicula (Soule, Soule & Chaney, 1995)
- Elleschara rylandi (Soule, Soule & Chaney, 1995)